# Kunsthaus Graz
La Kunsthaus Graz (en alemán, Grazer Kunsthaus o Graz Art Museum) es un museo austríaco obra de Spacelab (Peter Cook y Colin Fournier). Fue uno de los edificios construidos en 2003, año en que Graz fue la capital europea de la cultura. Está especializado en el arte contemporáneo, de las últimas cuatro décadas. Todo su programa expositivo se compone de exposiciones itinerantes, siendo un museo que carece de colección propia.
Su espectacular forma contrasta con el ambiente histórico de Murvorstadt. Fue bautizado rápidamente por los vecinos como “Friendly Alien”.

## Arquitectura
Su espectacular fachada fue concebida por el grupo de arquitectos Realities:united. El nombre BIX viene de la unión de las palabras “Big” y “pixels”. Se trata de una superficie de metacrilato de 900 m² bajo la que se alojan 930 anillos de lámparas fluorescentes cuya intensidad puede variar a un ritmo de 18 valores por segundo. Cada una de las lámparas puede ser manejada individualmente desde una computadora central. Esto permite a los gerentes del museo utilizar la instalación para exhibir imágenes y videos artísticos que dan información sobre la actividad del edificio.

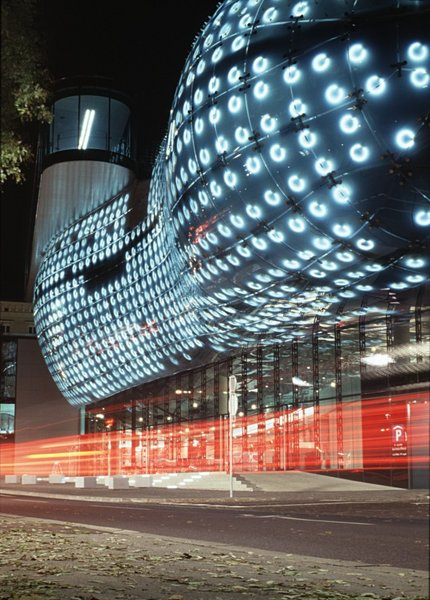
El Kunsthaus Graz por la noche, mostrando el BIX media.

Programáticamente el edificio fue concebido como un espacio dedicado a exhibiciones temporales de arte contemporáneo. Como apoyo a este objetivo principal, posee oficinas, librería, cafetería, salas de juntas y áreas de estancia y descanso, zona de entrega, depósitos y talleres. Estos 11.100 metros cuadrados de espacio aprovechable ofrecen todo lo que se necesita para participar en la actividad mundial de exposiciones en el más alto nivel. El estacionamiento subterráneo tiene espacio para 146 vehículos. Un sistema de aire acondicionado innovador y económico, así como sistemas de iluminación y seguridad modernos completan sus instalaciones.
El Kunsthaus fue construido en la parte oeste de la ciudad por cuestiones urbanísticas. Como el Guggenheim de Bilbao o la Tate Modern de Londres, las autoridades de Graz esperan que este nuevo museo sirva como impulsor de cambios en el sector menos favorecido de la ciudad.